# Pedro Pascal
Pedro Pascal, all'anagrafe José Pedro Balmaceda Pascal (AFI: [xoˈse ˈpeðɾo βalmaˈseða pasˈkal]; Santiago del Cile, 2 aprile 1975), è un attore cileno naturalizzato statunitense.
È noto per aver interpretato Oberyn Martell nell'acclamata serie televisiva Il Trono di Spade (2014), Javier F. Peña nella serie crime Narcos (2015-2017), il Mandaloriano nella serie spin-off di Guerre stellari The Mandalorian (2019-2023), Joel Miller nella serie drammatica The Last of Us (2023-2025), il generale Giusto Acacio nel film Il gladiatore II (2024) e Mister Fantastic nel Marvel Cinematic Universe. Per la sua interpretazione in The Last of Us si è aggiudicato lo Screen Actors Guild Award per il miglior attore in una serie drammatica, ricevendo la candidatura al Golden Globe, al Critics Choice Television Award e al Premio Emmy nella sezione migliore attore in una serie drammatica. Ha inoltre ricevuto altre due candidature agli Emmy.

## Biografia
Nasce a Santiago del Cile da una famiglia di origini in parte basche e baleariche (più precisamente dell'isola di Maiorca), secondogenito dei quattro figli di José Pedro Balmaceda, un medico della riproduzione, e di Verónica Pascal Ureta, una psicologa per l'infanzia e cugina del sociologo ed ex-guerrigliero del MIR Andrés Pascal Allende. A seguito del golpe del 1973, essendo i suoi genitori strenui sostenitori del governo socialista della coalizione di governo, presieduta da Salvador Allende, Unidad Popular, e di conseguenza oppositori politici dell'appena instauratasi dittatura della giunta militare del generale Pinochet, poco tempo dopo la sua nascita la famiglia riparò in Danimarca, dove fu concesso loro asilo politico, per poi trasferirsi in pianta stabile negli Stati Uniti; Pascal cresce tra la città di San Antonio e la Contea di Orange.
Vive a New York dal 1993; ha studiato presso la Orange County High School of the Arts e la Tisch School of the Arts. Pascal è un membro della LAByrinth Theater Company di New York.

### Carriera
Ha lavorato come regista e attore teatrale e ha ricevuto i premi LA Drama Critics Circle Award e Garland Award per l'interpretazione di Phillip nella produzione Orphans e ha recitato in opere classiche e contemporanee in tutto il paese. È apparso nelle opere Maple and Vine di Jordan Harrison, Beauty of the Father di Nilo Cruz, Based on a Totally True Story di Roberto Aguirre-Sacassa, Sand di Trista Baldwin, Old Comedy di David Greenspan, Some Men di Terrence McNally e Macbeth di William Shakespeare. Inoltre, è apparso in molte serie televisive tra cui Buffy l'ammazzavampiri, The Good Wife, The Mentalist e Graceland. 

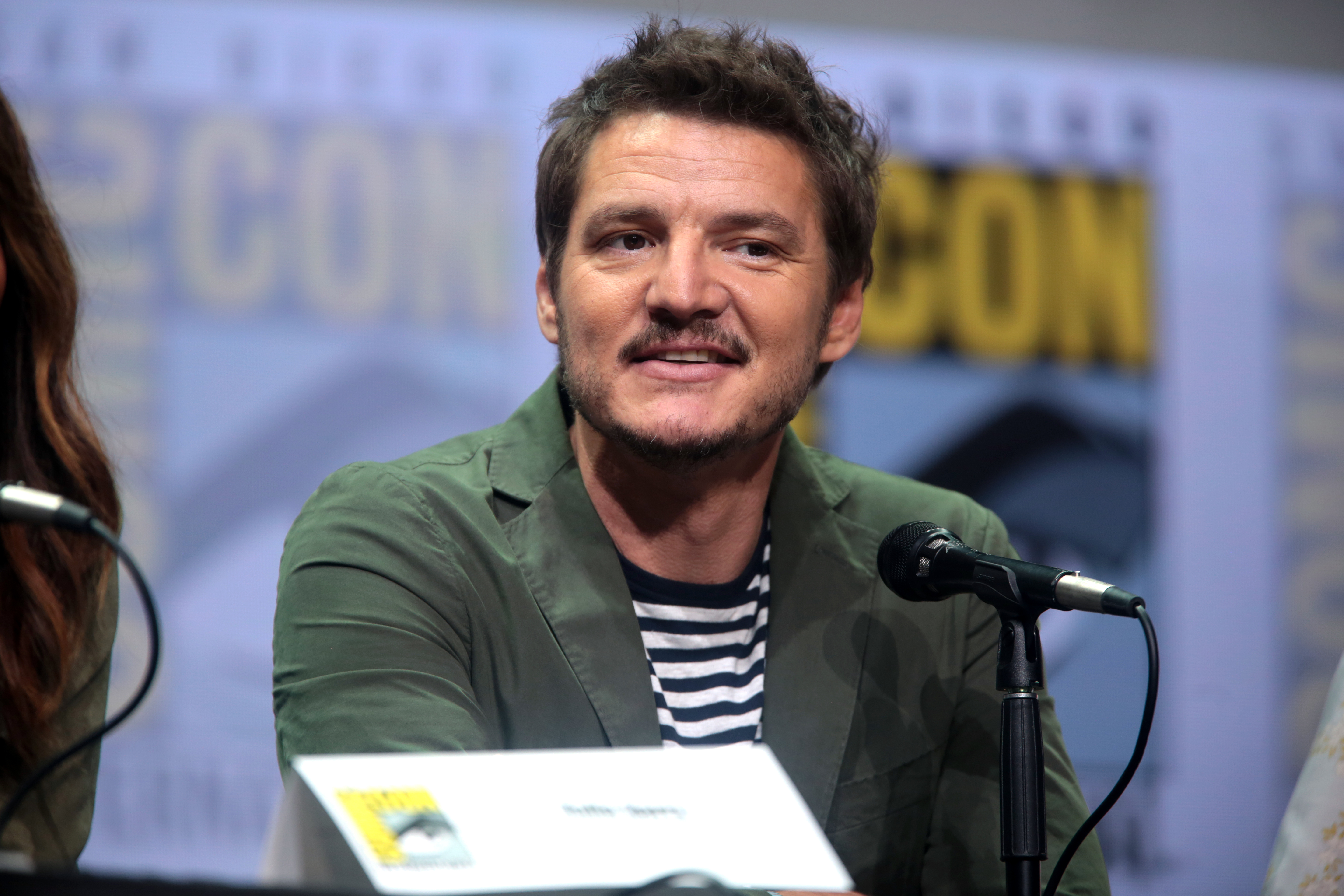
Pedro Pascal al San Diego Comic-Con (2017)

Nel 2014 ha raggiunto notorietà a livello globale nella serie televisiva statunitense targata HBO Il Trono di Spade nel ruolo del principe Oberyn Martell di Dorne. Dal 2015 interpreta l'ispettore Peña nella serie televisiva su Netflix Narcos insieme a Wagner Moura. Nella sesta stagione di The Mentalist interpreta l'agente speciale della squadra crimini artistici dell'FBI Marcus Pike, che ha una relazione con l'agente speciale Teresa Lisbon, iniziata dopo aver risolto insieme un caso riguardante un furto di opere d'arte. Nel 2015 è protagonista, insieme alla modella Heidi Klum, nel video musicale di Fire Meet Gasoline, brano della cantautrice Sia.
Nel 2018 ottiene il ruolo del villain Maxwell Lord nel film del DC Extended Universe Wonder Woman 1984, diretto da Patty Jenkins, uscito nelle sale nel 2020, mentre nel 2019 ottiene la parte da protagonista della serie televisiva di Star Wars, The Mandalorian, nella quale veste l'armatura e l'elmo del mandaloriano Din Djarin. Nel 2021, viene scelto per interpretare il ruolo di Joel Miller nella serie televisiva The Last of Us , prodotta da HBO e adattamento dell'omonimo videogioco di Naughty Dog dove recita da co-protagonista insieme all'attrice Bella Ramsey. Per la sua interpretazione in The Last of Us si è aggiudicato lo Screen Actors Guild Award per il miglior attore in una serie drammatica, ricevendo la candidatura al Golden Globe, al Critics Choice Television Award e al Premio Emmy nella sezione migliore attore in una serie drammatica. Ha inoltre ricevuto altre due candidature agli Emmy.
Nell’anno 2023 viene scelto per interpretare il ruolo dell’antagonista, il generale Giusto Acacio, nel seguito de Il gladiatore, Il Gladiatore II, sempre diretto dal regista Ridley Scott, uscito nelle sale cinematografiche italiane il 14 novembre 2024. Il film è stato inserito dalla National Board of Review nella lista dei migliori dieci film dell'anno. Nel febbraio 2024 ha ottenuto la parte del supereroe Mister Fantastic (leader dei Fantastici Quattro) nel film del Marvel Cinematic Universe I Fantastici Quattro - Gli inizi, previsto per il 25 luglio 2025. Sempre nel 2025 recita nella commedia romantica Material Love, accanto a Chris Evans e Dakota Johnson, per la regia di Celine Song.

## Filmografia

### Attore

#### Cinema
- I guardiani del destino (The Adjustment Bureau), regia di George Nolfi (2011)
- The Great Wall, regia di Zhang Yimou (2016)
- Kingsman - Il cerchio d'oro (Kingsman: The Golden Circle), regia di Matthew Vaughn (2017)
- Prospect, regia di Zeek Earl e Christopher Caldwell (2018)
- The Equalizer 2 - Senza perdono (The Equalizer 2), regia di Antoine Fuqua (2018)
- Se la strada potesse parlare (If Beale Street Could Talk), regia di Barry Jenkins (2018)
- Triple Frontier, regia di J. C. Chandor (2019)
- Wonder Woman 1984, regia di Patty Jenkins (2020)
- We Can Be Heroes, regia di Robert Rodriguez (2020)
- Il talento di Mr. C (The Unbearable Weight of Massive Talent), regia di Tom Gormican (2022)
- Nella bolla (The Bubble), regia di Judd Apatow (2022)
- Strange Way of Life, regia di Pedro Almodóvar – cortometraggio (2023)
- Drive-Away Dolls, regia di Ethan Coen (2024)
- The Uninvited, regia di Nadia Conners (2024)
- Il gladiatore II (Gladiator II), regia di Ridley Scott (2024)
- Freaky Tales, regia di Ryan Fleck e Anna Boden (2024)
- I Fantastici Quattro - Gli inizi (The Fantastic Four: First Steps), regia di Matt Shakman (2025)
- Material Love (Materialists), regia di Celine Song (2025)
- Eddington, regia di Ari Aster (2025)

#### Televisione
- G vs E – serie TV, episodio 1x04 (1999)
- Undressed – serie TV, episodi 1x21, 1x22, 1x23 (1999)
- Buffy l'ammazzavampiri (Buffy the Vampire Slayer) – serie TV, episodio 4x01 (1999)
- Il tocco di un angelo (Touched by an Angel) – serie TV, episodio 6x22 (2000)
- NYPD - New York Police Department (NYPD Blue) – serie TV, episodio 8x09 (2001)
- La vendetta del ragno nero (Earth vs. the Spider), regia di Scott Ziehl – film TV (2001)
- Senza traccia (Without a Trace) – serie TV, episodio 5x02 (2006)
- Law & Order: Criminal Intent – serie TV, episodi 6x10, 8x08 (2006, 2009)
- Law & Order - I due volti della giustizia (Law & Order) – serie TV, episodio 18x10 (2008)
- The Good Wife – serie TV, 6 episodi (2009-2011)
- Nurse Jackie - Terapia d'urto (Nurse Jackie) – serie TV, episodio 2x02 (2010)
- Fuori dal ring (Lights Out) – serie TV, 4 episodi (2011)
- Brothers & Sisters - Segreti di famiglia (Brothers & Sisters) – serie TV, episodi 5x15, 5x16 (2011)
- Burn Notice - La caduta di Sam Axe (Burn Notice: The Fall of Sam Axe), regia di Jeffrey Donovan – film TV (2011)
- Law & Order - Unità vittime speciali (Law & Order: Special Victims Unit) – serie TV, episodio 12x24 (2011)
- Charlie's Angels – serie TV, episodio 1x02 (2011)
- Wonder Woman, regia di Jeffrey Reiner – episodio pilota (2011)
- Body of Proof – serie TV, episodio 2x11 (2011)
- CSI - Scena del crimine (CSI: Crime Scene Investigation) – serie TV, episodio 12x18 (2012)
- Nikita – serie TV, episodio 3x08 (2013)
- Red Widow – serie TV, 4 episodi (2013)
- Homeland - Caccia alla spia (Homeland) – serie TV, episodio 3x01 (2013)
- The Sixth Gun, regia di Jeffrey Reiner – episodio pilota (2013)
- Graceland – serie TV, 10 episodi (2013-2014)
- The Mentalist – serie TV, 7 episodi (2014)
- Il Trono di Spade (Game of Thrones) – serie TV, 7 episodi (2014)
- Narcos – serie TV, 30 episodi (2015-2017)
- Exposed, regia di Patty Jenkins – episodio pilota (2015)
- The Mandalorian – serie TV, 24 episodi (2019 - in corso)
- The Book of Boba Fett – miniserie TV, 3 puntate (2022)
- Patagonia - La vita ai confini del mondo – serie TV documentaria, 6 episodi (2022)
- The Last of Us – serie TV, 13 episodi (2023-2025)

#### Videoclip
- Fire Meet Gasoline di Sia (2015)

### Doppiatore
- Downtown – serie animata, episodio 1x03 (1999)
- Dishonored 2 – videogioco (2016)
- Calls – serie TV, episodio 1x03 (2021)
- HouseBroken – serie animata, episodio 2x05 (2023)
- Il robot selvaggio – film d'animazione (2024)

## Teatro (parziale)
- Amleto, di William Shakespeare, regia di Steven Maler. Boston Common Parade Ground di Boston (2005)
- Beauty of the Father, di Nilo Cruz, regia di Michael Greif. New York City Center dell'Off-Broaway (2005)
- Based on a Totally True Story, di Roberto Aguirre-Sacasa, regia di Michael Bush. New York City Center dell'Off-Broadway (2006)
- Macbeth, di William Shakespeare, regia di Moises Kaufman. Delacorte Theater dell'Off Broadway (2006)
- Some Men, di Terrence McNally, regia di Trip Cullman. Second Stage Theatre dell'Off-Broadway (2007)
- Amleto, di William Shakespeare, regia di Michael Kahn. The Lansburgh Theatre di Washington (2007)
- Old Comedy After Artistophane's Frogs, di David Greenspan, regia di David Herskovits. East 13th Street/CSC Theatre dell'Off-Broadway (2008)
- Maple and Vine, di Jordan Harrison, regia di Anne Kauffmn. Playwrights Horizons dell'Off-Broadway (2011)
- Molto rumore per nulla, di William Shakespeare, regia di Oskar Eustis. Delacorte Theater dell'Off-Broadway (2014)
- Re Lear, di William Shakespeare, regia di Sam Gold. Cort Theatre di Broadway (2019)

## Riconoscimenti
- Golden Globe
  - 2024 – Candidatura al miglior attore protagonista in una serie drammatica per The Last of Us[14]
- Premio Emmy
  - 2023 – Candidatura al miglior attore protagonista in una serie drammatica per The Last of Us[15]
  - 2023 – Candidatura al miglior attore guest in una serie commedia per Saturday Night Live
  - 2023 – Candidatura al miglior narratore per Patagonia - La vita ai confini del mondo
- Critics' Choice Awards
  - 2024 - Candidatura al miglior attore in una serie drammatica per The Last of Us
- Hollywood Critics Association
  - 2023 – Candidatura per Miglior attore in una serie drammatica per la tv per The Last of Us
  - 2023 – Candidatura per Miglior attore guest in una serie commedia per Saturday Night Live
- MTV Movie & TV Awards
  - 2021 – Candidatura per miglior eroe per The Mandalorian[22]
  - 2021 – Candidatura per la miglior coppia per The Mandalorian
  - 2023 – Miglior eroe per The Last of Us
  - 2023 – Miglior coppia per The Last of Us
- Screen Actors Guild Award
  - 2015 – Candidatura per il miglior cast in una serie drammatica per Il trono di spade
  - 2024 – Miglior attore in una serie drammatica per The Last of Us
- Television Critics Association
  - 2023 – Candidatura per Miglior performance drammatica per The Last of Us

## Doppiatori italiani
Nelle versioni in italiano delle opere in cui ha recitato, Pedro Pascal è stato doppiato da:
- Riccardo Scarafoni in Narcos, The Great Wall, Triple Frontier, Amend: libertà in America, Nella bolla, Il gladiatore II
- Andrea Mete in Se la strada potesse parlare, The Mandalorian, The Book of Boba Fett, Material Love
- Gabriele Sabatini in We Can Be Heroes, Drive-Away Dolls, Eddington
- Fabio Boccanera in Il Trono di Spade, Strange Way of Life
- Corrado Conforti in Buffy l'ammazzavampiri
- Fabrizio Vidale in Law & Order - Unità vittime speciali
- Davide Lepore in CSI - Scena del crimine
- Alessandro Lussiana in Law & Order: Criminal Intent (ep. 6x10)
- Paolo Vivio in Brothers & Sisters - Segreti di famiglia
- Alberto Angrisano in The Mentalist
- Enrico Pallini in The Good Wife
- Roberto Certomà in Homeland - Caccia alla spia
- Francesco Prando in Body of Proof
- Luigi Ferraro in Red Widow
- Alessandro Budroni in Kingsman - Il cerchio d'oro
- Emilio Mauro Barchiesi in Prospect
- Simone D'Andrea in The Equalizer 2 - Senza perdono
- Alessio Cigliano in Wonder Woman 1984
- Daniele Raffaeli in Il talento di Mr. C
- Lorenzo Scattorin in The Last of Us
- Guido Di Naccio in I Fantastici Quattro - Gli inizi

Da doppiatore è sostituito da:
- Andrea Bolognini in Dishonored 2
- Alessandro Roja ne Il robot selvaggio